# おねがいマイメロディ
『おねがいマイメロディ』は、サンリオのキャラクター「マイメロディ」を原案とした日本のテレビアニメ。テレビ大阪を制作局として、2005年4月3日から2006年3月26日までテレビ東京系列にて放送された。

## 概要
放送開始時、サンリオの公式サイトでは「マイメロディ初の本格TVアニメ」という触れ込みで宣伝された。本作が放送開始された2005年は、マイメロディの誕生から30周年を迎える節目の年となる。ストーリーは完全オリジナル。サンリオのファンシーキャラクターを主人公としたアニメだが、世界観は牧歌的メルヘン世界ではない。現実の人間社会とそれに影響されるファンシーワールドとを舞台に、サンリオのキャラクターイメージを広げる個性豊かなファンシーキャラと、多様な人間の登場人物達の交流を中心として、ギャグや魔法バトルやラブコメなど様々な要素が展開される、明るい少女向けアニメである。
続編に『おねがいマイメロディ 〜くるくるシャッフル!〜』、『おねがいマイメロディ すっきり♪』、シリーズの前日譚『おねがい♪マイメロディ きららっ★』があるほか、劇場版短編アニメとして『おねがいマイメロディ 友&愛』がある。

## 評価
関東地区では平均4%以上（最高6.5%）、さらに4歳から11歳女児の視聴率は20%以上（ビデオリサーチ調べ）という高視聴率を記録した。
また、従来のマイメロディのファンとは嗜好の異なる客層を開拓する契機にもなり、ライバル役として登場した「クロミ」も注目を集めた。

## ストーリー
悪さが過ぎて反省室（牢獄）送りとなったマリーランドのいたずらコンビ、クロミとバク。ある日ふとした事からダークパワーの結晶・黒音符を生み出す魔法道具メロディ・ボウを手にした二人はメロディ・ボウの取り扱い説明書にある「悪夢魔法を使って人間から黒音符を100個集めれば何でも願いがかなう」との記述に従い、まんまと脱獄に成功し人間界へと向かう。
その現場にたまたま居合わせたマイメロディ（以下マイメロ）は二人を人間界に脱走させる手助けをしたと誤解されてしまう。王様から罪を許してもらう代わりに「クロミとバクを捕まえ、ダークパワーから人間の夢を守れ」と命じられたマイメロは、その意味を良く判って無いまま人間界に遣わされた。
人間界にやってきたマイメロはその矢先にクロミの悪夢魔法をかけられた人間の少女、夢野歌と出会う。王様からいただいた魔法道具メロディ・タクトを使って歌を救ったマイメロは夢野家に居候する事となった。
一方、クロミも偶然関りを持ったダークパワーをメロデイ・ボウに充填させる能力を持った青年、柊恵一と手を組み、マイメロをギャフンと言わせる願いをかなえるため、夢ヶ丘市の人間達に悪夢を見せようと活動を開始した。
こうしてマイメロと歌、クロミとバクと柊との楽しさと怖さが入り混じった奇妙な日々が始まった。

## 登場人物
おねがいマイメロディの登場キャラクター・マリーランドの人々、おねがいマイメロディの登場キャラクター・人間界の人々をそれぞれ参照。

## 物語の舞台設定と用語
マリーランド
夢ヶ丘市
レディース「クロミーズ5」
5人で構成され、クロミがリーダーを務める。グループのエンブレムはピンク色のドクロで、マントに付けている。黒いさらしを巻き、紺色のスケ番スカートとマスク、黒色のマントで身を固め竹刀を持つ。クロミの下の4人のメンバーは、エンブレムの付いた黒色のマントを身に纏う。
リーダー「黒頭巾」のクロミを先頭に、改造三輪車でフォーメーションを組んで暴走し、正月には「ブンブンドライブ」を行う決まりがある。またマリーランドでは“集会”が開かれ、メンバーの親睦を深めているようである。焼肉パーティを行う。
チームの絆は強く、リーダーを慕う気持ちも篤い。クロミからメロディ・ヴァイオリン奪取の相談をされると、クロミの気持ちを試す芝居を打った後、協力しお城に侵入する。捕まったときは身代わりになり、クロミと救出に来たバクを逃がす。クロミとバクを逃がした後、自身達も隙を見てお城から逃亡したが、長らく禁断の地「黒い森」に逃げ込み難を逃れていたが、コーちゃんの魔法により、甘い夢に囚われて眠り続けていた。その後、探しに来たクロミ達に発見されるも、クロミ達も魔法で眠らされる。マイメロのお助けカードで召喚され、眠りから覚めたニャンミ達がコーちゃんを倒す。その功績から王様達に今までの罪を赦され、ニャンミ達4人は釈放された。
バコに憑依したダークパワーの精がクロミーズ5のお助けカードを見つけて、カードにダークパワーを作用し召喚され、クロミとの協力技「必殺喧嘩雲」でマイメロのお助けキャラに勝つ。この活躍でマイメロからタクトを奪う必要がない、とダークパワーの精に思わせた。しかし、マイメロママの一言攻撃の前に完膚なきまでに叩きのめされた。
クロミは赤色、ニャンミたちは紫色の改造三輪車に乗り、アッパーカウル部にライトやクラクションを取り付けている。またカウル内部には、足止め用のパチンコ玉や煙幕（催涙）ロケットを装備し、ハンドル右グリップ部のボタンで発射できる。

### バク族
バク族
マリーランド界で最も醜い存在とされており、嫌っている者も多い。マリーランドで産まれときからバクである者もいるが、一部はマリーランドを窮地に追い込んだ人間が「バクの刑」を受けて、バクに変えられた者もいる。
ダーちゃんがバクに憑依すると、バクの体に艶が出る。その理由を、「茄子料理みたいに茄子と油と相性がいいため」とクロミに答えていた。
耳を羽ばたかせて自在に空を飛ぶ。他にも新聞紙を持ったり、耳を大きく広げクロミのマントや掛け布団代わりにもなる。
バクの一族は夢を司る能力を持つため夢のにおいが分かり、55年に一度満月の夜に夢のはざまの世界に侵入することができる。呪文を唱え、眠りの夢の主を魔法陣の上に召喚（召喚されたものは何をされても起きない）し、召喚後、呪文を唱え、夢を吸い込む。バクの体内で召喚された人の夢の世界を体験することができる。
黒音符を口から体内にためることができ、たくさん音符が発生すると、串に刺していただいた。音符には出した人独特の味があるらしい。
バクが特別な感覚でメールの電波も受信したときもある。ダークパワーも感じ取り、恵一がメロディ・ボウでの演奏中に、歌のことが気になり集中力が少し落ちたときにも「音色が甘い」と指摘した。『くるくるシャッフル』では、打倒勝ち組ため、負け犬オーラの研究をしていたためか、負け犬オーラの匂いも感じるようになった。柊恵一からも負け犬オーラの匂いを感じとり、自分の仲間と言っている。
バク父の村に高御茄子神が「ナスビの神様」としてまつられている。
バク族には謎の力があり、その全貌は底知れず、バク父でも良く知らない。
なすビーム
高御茄子神から授かった力により、口から発射した紫色の巨大なビーム。復活し巨大なダークパワーに打ち勝てなかった。
負け犬ビーム
ウサミミ仮面のイケメンビームを破ろうとした気持ちから、未知の能力が発動し使えるようになった技だが、イケメンビームに敗れる。この光線を人間が受けると、即座に身体が紫色に変わってしまい、時間の経過と共によりバク族の姿に近付いていく。歌がこれを受けたことがある。
この呪いは、ピンクの森にある虹色の花で解くことが可能。本来は小さな幸せを生み出すための能力だと高御茄子神が語っている。
なすび仮面の負け犬エネルギーがマックスの場合に撃ったら「負け犬ビームMAX」と呼ばれ、イケメンビームをしのぐ。
また、負け犬ビームは負け犬オーラを持った者でも発動でき、魔法を失ったエレファント55世が負け犬オーラを吸収するとで発動することができる。
負け犬の遠吠え攻撃
バクがなすび仮面に変身し、ウサミミ仮面に戦いを挑んだときに放ったビーム技。勝ち組に対しての恨みつらみを呟いた直後に、負け犬ビームを放つ。

### 魔法関連
ラブラブビーム
王妃との合体魔法。腕でハートマークを形作り光線を放つ。真の愛を知らなければ扱うことが出来ない。
電撃魔法
王家秘伝の魔法でピンク色の光線を打ち出す。城内で大臣に向かって放った際に、直撃した石床を破壊した。威力はあるものの、唱える時間が長い。
魔法の杖
『きららっ★』第6話に登場。王家に伝わる杖。星のかけらの影響でエレファント55世と体が入れ替わったドリアン大臣が武器として使用し反逆者として扱ったマイメロ達を襲撃した。巨大化させる能力も有していたが騒動収拾後、破壊されている。『きららっ★』第51話でも再登場し、アボガド大臣相手に電撃を放って応戦している。

#### 刑
レベル3の魔法「バクの刑」
内容は、重罪人の柊恵一に対して「バクに変え、夢を持つまで人間に戻れない」という魔法をかける刑罰。体に負荷が大きいようで、王様はレベル3の魔法を嫌う。
茶色のローブを着て、魔法陣の上に乗り、空中に浮遊する。
対象者に対し、呪文を唱えると魔法陣が輝き魔法がかかるようだ。呪文は「なんじゃらばく〜 ほんじゃらばくばく〜♪」を繰り返し、最後に「バクが西向きゃ 尾は東 バクになってもらうわよ〜ん」。このときはクロミらが逃亡したため、魔法を中断したが、王妃の「恵一に必要なのは夢を持たせること」という提案で「ウサミミの刑」に変更された。
『きららっ★』第7話Aパートによるとマリーランド住人でも殺人のような罪を犯すとこの刑に処され、またマリーランドの最高刑でもあり死よりもつらい屈辱として恐れられている。ただし、この刑を受ける人物が生まれたときからバク族である場合にはあまり効果はない。
「ウサミミの刑」
内容は、重罪人の恵一に対して「ウサミミ仮面」というお助けキャラに変身し、夢を持つまで刑を受け続ける。「ウサミミ仮面としての使命を拒むと、バクの刑が発動し、バクに変わってしまう」という魔法の刑罰。この魔法にかかると、他のいかなる魔法（悪夢魔法）も受け付けない。『すっきり♪』では王様は柊グループの面接の際、恵一の恩人だと称しているが、この一件で彼を不採用とした。
王様の鼻先から赤い光線が柊恵一に向かって放たれ魔法にかかる。光が消えると、柊の目の前に「ウサミミ仮面変身セット」が現れた。柊はそれを受け取り人間界へ戻された。
イケメンビームをすることを拒んだ瞬間、指先が紫色に変色していた。また魔法の効果は、海外まで及ぶ。
「ハグの刑」
内容不明。解くには、ナスビの森のお寺のお経をする。

### ウサミミ仮面関連
ウサミミカー
ウサギの耳がついたピンク色の二人乗り自動車。シツジ仮面が運転し、その後ろにウサミミ仮面が座る。
走行中は青白い炎を後部から噴出し、高いフェンスも飛び越えるジャンプもする。またハンドル中央部の左ボタンを押すと「ウサミミサブマリン」に変形し、水中も航行可能となる。サブマリン変形時にはフロントガラスがサンルーフのように変形、車輪を収納、後部噴出部にスクリューを装備する。
ウサミミスタンプカード
表面はウサミミ仮面の絵、裏面はスタンプの押印枠が15あるカード。王様や大臣が恵一に渡し忘れていて、恵一が再びお城を訪れたとき「15枠全てスタンプで埋まるとウサミミの刑に服した者に夢が見つかり、同時に刑も解かれることになる」と説明し恵一に渡した。以降はセバスチャンが持っている。
基本的にウサミミ仮面として1回出動するごとに、自動的に1つピンク色の頭巾マークのスタンプが押され、働きが良いと1回で2〜3つ押される。
スタンプはウサミミ仮面7大必殺技のパワー源であり、必殺技を乱用すると、スタンプが消える。このときはイケメンビームの失敗により、10枠まで押印されたスタンプが2枠までに減った。最終的に敵を倒し人々に笑顔が戻った際にスタンプも復活、さらに残りのスタンプ枠へも押印されて全てのスタンプ枠が埋まったため、ウサミミの刑から解放された。

### 黒音符関連
黒音符
悪夢魔法をかけられた人間が、本当の自分の夢を見つけた時や夢への意欲が強くなった時に、クロミの悪夢魔法に感謝し、そう思わせたのがクロミの悪夢魔法である時に、黒音符を出す。ピンク音符と同様に、同時に出現した場合には、相殺される。
『おねがいマイメロディ』では黒音符が100個集まると、ダークパワーの曲が完成する。その曲で全ての人間の夢を消し、マリーランドを消滅させる。クロミは「マイメロへの仕返し」だけが目的だった為、真のダークパワーを理解していなかった。
『くるくるシャッフル』では何でも願いが叶う。前作との違いは、ピンク音符と同じく、1オクターブの黒音符を集めると、何でも願いが叶うこと。人間だけでなくマリーランドの人の夢も叶う。また1回限りではなく、黒音符を8つ集めることで再び願いを叶えることができる。しかし、先にピンク音符が揃い願いを叶えられてしまうと、集めた黒音符は全て消え、集め直さなければならない。
願いを叶えるために音符を集めるが、その音符の出る数は決まっていない。また、どの音階の音符が出るかは、音符を出す人によって異なる。願いを叶えた感動の大きさで出てくる音符の数が変化する。
ダーちゃんが黒音符になった時
音符の形は今までとは違い、効果も音符に取り憑いたものを凶暴化させるといったもの。「プンプン」と呼ばれることがある。
取り憑くものは生物に限らず、空気や実体の無いものにまで憑依する。壊れた音符が取り憑いた場合は別の人格になる。1つの音符から複数の人や生物や物に音符の効果が伝染することもある。メロディーマークを貼られたキャラで音符の宿主をすっきりさせ、すっきりするきっかけをみつけた場合はキラキラ玉に、宿主のストレスが臨界点に達したときや妨害工作によって音符の能力が限界に達した場合はムカムカ玉になる。
マイメロがムカムカ玉になった例もあれば、クロミがキラキラ玉になった例もある。また、メロディーマークを貼られたキャラで音符の宿主を倒せばすっきりするかと思えば必ずしもそうではなく、敗北による悔しさからムカムカ玉をだすこともある。同じく普通はすっきりするための願いごとをかなえればキラキラ玉になるが度が過ぎた場合、結果的にすっきりしたとみなされずムカムカ玉をだすこともある。
放って置けばキラキラ玉になる例も存在したがこの場合、マイメロはあえてキラキラ玉を諦めて誰かを手助けすることが多い。ストレスの溜まっている人や物に憑くことが多く、クロミとバクがセバスタンのチョロ毛を罵ったために取り付いた例も存在する。
恵一は自分がマリーランド住人に受けた屈辱を晴らすため自ら黒音符を取り込み、その力でマイメロを除いたマリーランド住人に制裁を加えてキラキラ玉を出した。
クロミからムカムカ玉がコンプリートされたティアラを奪ったダー子は、負け犬荘の管理人から正体を明かし、ティアラと負け犬荘の住民達から負け犬オーラを搾り取って作り出した巨大なト音記号、世界中に散らばった全ての黒音符を集結させたことで、ダーちゃんを復活させた。
ダークパワーの曲
ダークパワーの曲の演奏は「メロディ・ヴァイオリン」と「メロディ・ボゥ」がなければならない。
演奏が始まれば、ダーちゃんの強大な力は開放され、全ての人間に悪夢魔法をかける力がかかり、一度悪夢魔法にかかった人間は同じ魔法にかかってしまう。第2楽章が始まると地球に滅びの雲が覆いマリーランドの消滅が始まる。
ダークパワーの曲はマリーランドの住人にしか聞こえず、人間には聞こえない。
メロディ・ボゥ
ヘッド（卓の先）に悪魔の顔が装飾された黒い弓。メロディ・ヴァイオリンと対をなし、メロディ・キーの魔力を強くすることができ、黒音符の楽譜を演奏すると、ダークパワーを発生させる。クロミが反省室から脱走する際に、宝物庫から奪った。持ち主を選び、“ずば抜けた天性の才能と冷えきった魂を持つ者”でなければなく恵一が所有していた。
ダーちゃんを一度倒した後、再宝物庫に保管されるが、クロミの誕生日を祝うプレゼントとして、バクにより再び奪われた。
メロディ・ヴァイオリン
各部に悪魔を思わせる装飾を施されている。メロディ・ボウと対をなし、メロディ・キーの魔力を上昇させ、黒音符の楽譜を演奏すると、ダークパワーを発生させる。ダーちゃんは、名器ストラディヴァリウスを超える物と柊に話す。宝物庫で保管され、マイメロの連絡により近衛兵達が厳重に警備を行ったつもりだが、ニャンミたちの妨害もあってクロミに奪われた。持ち主を選び、柊恵一が所有していた。
メロディ・ギター
宝物庫に保管される紫色のギターで、メロディ・ピックとセットの楽器。棹（ネック）など角が鋭く、弦が赤色。魔力を秘め、メロディ・キーをパワーアップさせ、キーに魔法力をチャージできる。ダーちゃんの命令を受けたコーちゃんに盗まれる。潤が手に取ると人間サイズに大きくなった。メロディ・ヴァイオリンとは違い人間の「憎しみ」を鍵とし、魔力を開放する。その力はヴァイオリンよりも強力で、滅びの雲を直接生み出せる。
潤の演奏を聞いた恵一は「音質は他のものより良い」と評価している。
滅びの雲
ダークパワーの曲の第2楽章とメロディ・ギターが出す雲。人間から夢を吸い取り生きる屍にしながら地球を覆い、マリーランドを消滅させる。
『おねがいマイメロディ』では、マイメロの特大メロディ・マークが滅びの雲に貼り付き、無数の舞い落ちる花びらの雨に変わり、世界が蘇った。
『くるくるシャッフル』では、ウサミミ仮面の最終究極奥義「ウサミミテールボム」によって滅びの雲が消滅し、世界が蘇った。
黒いメロディ・ボックス
宝物庫に隠されていた物でメロディ・キーと共に盗んだ。メロディ・ボックスと同じようなものだが、色が黒色。役目も同じで喋る が、マイメロのメロディ・ボックスが女声で喋るのに対し、こちらは男声で喋る。

## スタッフ
- 原案 - 福嶋一芳、サンリオ
- 監督 - 森脇真琴
- シリーズ構成 - 山野辺一記（夢ヶ丘中学校文芸部名義で28話まで）、山田隆司（29話から）
- キャラクターデザイン - 宮川知子
- クリーチャーデザイン原案 - 山本ルンルン
- キャラクターデザイン協力 - 仲田美歩
- 美術監督 - 福田和矢、水野友紀子
- 色彩設定 - 石黒文子、大倉喜美子
- 撮影監督 - 鎌田克明
- 編集 - 中葉由美子、村井秀明
- 音響監督 - 平光琢也
- 音楽 - 渡部チェル
- プロデューサー - 原弘之（テレビ大阪）、渡辺和哉（読売広告社）、可知秀幸（株式会社ウィーヴ）、せきやまあきひろ（スタジオコメット）
- アニメーション制作 - スタジオコメット
- 製作 - テレビ大阪、読売広告社、マイメロディ製作委員会

## 主題歌
オープニングテーマ「オトメロディー」
作詞 - 山田ひろし / 作曲・編曲 - 渡部チェル / 歌 - 高橋美佳子
クルミ・ヌイが登場する第23話の映像では、Aメロの夢野歌がクロミに変わっている。
エンディングテーマ「マイドリーム!マイメロディ!」（第1話 - 第28話）
作詞 - 高橋秀幸 / 作曲・編曲 - 鈴木盛広 / 歌 - まいめろでぃーず
エンディングテーマ「夢見るチカラ」（第29話 - 第52話）
作詞 - 斉藤浩志 / 作曲・編曲 - 伊藤心太郎 / 歌 - まいめろでぃーず

## 各話リスト
| 話数   | サブタイトル                    | 脚本              | 絵コンテ   | 演出             | 作画監督                 | 放送日        | 収録DVD   |
| ------ | ------------------------------- | ----------------- | ---------- | ---------------- | ------------------------ | ------------- | --------- |
| 第1話  | バイオリンが弾けたらイイナ!     | 山野辺一記        | 森脇真琴   | 政木伸一         | 興村忠美                 | 2005年 4月3日 | MELODY.1  |
| 第2話  | 勉強ができたらイイナ!           | 山田隆司          | 森脇真琴   | 高林久弥         | 一川孝久                 | 4月10日       | MELODY.1  |
| 第3話  | 友達がたくさんできたらイイナ!   | 江夏由結          | 芦田豊雄   | 芦田豊雄         | 小泉初栄                 | 4月17日       | MELODY.1  |
| 第4話  | おうちがキレイになったらイイナ! | 山野辺一記        | 金﨑貴臣   | 西村大樹         | 飯田清貴                 | 4月24日       | MELODY.1  |
| 第5話  | 優勝できたらイイナ!             | 平野靖士          | 大久保政雄 | 大久保政雄       | 松本勝次                 | 5月1日        | MELODY.2  |
| 第6話  | 昔にもどれたらイイナ!           | 山田隆司          | 江島泰男   | 江島泰男         | 梶浦紳一郎 本田辰雄      | 5月8日        | MELODY.2  |
| 第7話  | ゴメンって言えたらイイナ!       | 江夏由結          | 佐藤昌文   | 佐藤昌文         | 飯飼一幸                 | 5月15日       | MELODY.2  |
| 第8話  | かわいくなったらイイナ!         | 平野靖士          | 政木伸一   | 政木伸一         | 野田康行                 | 5月22日       | MELODY.2  |
| 第9話  | 縄とびたくさん跳べたらイイナ!   | 待田堂子          | 高林久弥   | 高林久弥         | 小泉初栄                 | 5月29日       | MELODY.3  |
| 第10話 | ヒーローになれたらイイナ!       | 山野辺一記        | 金﨑貴臣   | 西村大樹         | 伊佐英朗                 | 6月5日        | MELODY.3  |
| 第11話 | お料理上手になれたらイイナ!     | 山田隆司          | 大久保政雄 | 大久保政雄       | 松本勝次                 | 6月12日       | MELODY.3  |
| 第12話 | マイメロちゃんに会えたらイイナ! | 江夏由結          | 松浦錠平   | 松浦錠平         | 稲田真樹                 | 6月19日       | MELODY.3  |
| 第13話 | 心がとけたらイイナ!             | 山田隆司          | 佐藤昌文   | 佐藤昌文         | 飯飼一幸                 | 6月26日       | MELODY.4  |
| 第14話 | ライバルに勝てたらイイナ!       | 平野靖士          | 政木伸一   | 政木伸一         | 梶浦紳一郎               | 7月3日        | MELODY.4  |
| 第15話 | もう一度歌えたらイイナ!         | 待田堂子          | 金﨑貴臣   | 西村大樹         | 小泉初栄                 | 7月10日       | MELODY.4  |
| 第16話 | キスできたらイイナ!             | 山田隆司          | 森脇真琴   | 山田一夫         | 本田辰雄                 | 7月17日       | MELODY.4  |
| 第17話 | 野菜が好きになったらイイナ!     | 待田堂子          | 大久保政雄 | 大久保政雄       | 松本勝次                 | 7月24日       | MELODY.5  |
| 第18話 | 時間がいっぱいあったらイイナ!   | 平野靖士          | 松浦錠平   | 松浦錠平         | 伊佐英朗                 | 7月31日       | MELODY.5  |
| 第19話 | ヒーローになれたらイイナ2!      | 江夏由結          | 夕澄慶英   | 佐藤昌文         | 飯飼一幸                 | 8月7日        | MELODY.5  |
| 第20話 | 星をいっしょに見れたらイイナ!   | 江夏由結          | 政木伸一   | 政木伸一         | 稲田真樹                 | 8月14日       | MELODY.5  |
| 第21話 | マイメロになれたらイイナ!       | 山田隆司          | 金﨑貴臣   | 金﨑貴臣         | 小泉初栄                 | 8月21日       | MELODY.6  |
| 第22話 | ママが元気になったらイイナ!     | 待田堂子          | 金﨑貴臣   | 山田一夫         | 梶浦紳一郎               | 8月28日       | MELODY.6  |
| 第23話 | カレと踊れたらイイナ!           | 平野靖士          | 大久保政雄 | 大久保政雄       | 松本勝次                 | 9月4日        | MELODY.6  |
| 第24話 | ナイスバディになれたらイイナ!   | 山田隆司          | 江島泰男   | 江島泰男         | 本田辰雄                 | 9月11日       | MELODY.6  |
| 第25話 | 手伝ってもらえたらイイナ!       | 江夏由結          | 松浦錠平   | 松浦錠平         | 伊佐英朗                 | 9月18日       | MELODY.7  |
| 第26話 | チャンピオンになれたらイイナ!   | 待田堂子          | 佐藤昌文   | 佐藤昌文         | 飯飼一幸                 | 9月25日       | MELODY.7  |
| 第27話 | 柊サマになれたらイイナ!         | 山田隆司          | 政木伸一   | 政木伸一         | 小泉初栄                 | 10月2日       | MELODY.7  |
| 第28話 | あした晴れたらイイナ!           | 平野靖士          | 麦野アイス | 麦野アイス       | 武内啓                   | 10月9日       | MELODY.7  |
| 第29話 | マドンナになれたらイイナ!       | 江夏由結          | 森脇真琴   | 山田一夫         | 稲田真樹                 | 10月16日      | MELODY.8  |
| 第30話 | 子供にもどったらイイナ!         | 待田堂子          | 大久保政雄 | 大久保政雄       | 松本勝次                 | 10月23日      | MELODY.8  |
| 第31話 | NO!と言えたらイイナ!            | 山田隆司          | 松浦錠平   | 松浦錠平         | 梶浦紳一郎               | 10月30日      | MELODY.8  |
| 第32話 | ラッキーになれたらイイナ!       | 平野靖士          | 高柳哲司   | 横田和善         | 飯飼一幸                 | 11月6日       | MELODY.8  |
| 第33話 | みんな来てくれたらイイナ!       | 江夏由結          | 政木伸一   | 政木伸一         | 伊佐英朗                 | 11月13日      | MELODY.9  |
| 第34話 | ヒーローになれたらイイナ3!      | 待田堂子          | 江島泰男   | 江島泰男         | 小泉初栄                 | 11月20日      | MELODY.9  |
| 第35話 | 幸せが見つかったらイイナ!       | 山田隆司          | 麦野アイス | 麦野アイス       | 武内啓                   | 11月27日      | MELODY.9  |
| 第36話 | 地球が救えたらイイナ!           | 江夏由結          | 藤原良二   | 山田一夫         | 本田辰雄                 | 12月4日       | MELODY.9  |
| 第37話 | ジャングルで会えたらイイナ!     | 平野靖士          | 大久保政雄 | 大久保政雄       | 松本勝次                 | 12月11日      | MELODY.10 |
| 第38話 | 賞がとれたらイイナ!             | 待田堂子          | 高柳哲司   | 廣川集一         | 稲田真樹                 | 12月18日      | MELODY.10 |
| 第39話 | お母さんに会えたらイイナ!       | 山田隆司          | 佐藤昌文   | 横田和善         | 梶浦紳一郎               | 12月25日      | MELODY.10 |
| 第40話 | 大吉だったらイイナ!             | 山田隆司          | 政木伸一   | 政木伸一         | 小泉初栄                 | 2006年 1月1日 | MELODY.10 |
| 第41話 | ナンバーワンになれたらイイナ!   | 江夏由結          | 藤原良二   | 山田一夫         | 伊佐英朗                 | 1月8日        | MELODY.11 |
| 第42話 | 楽しい日記が書けたらイイナ!     | 平野靖士          | 河合夢男   | 麦野アイス       | 武内啓                   | 1月15日       | MELODY.11 |
| 第43話 | 告白できたらイイナ!             | 待田堂子          | 大久保政雄 | 大久保政雄       | 野田康行                 | 1月22日       | MELODY.11 |
| 第44話 | お城に突入できたらイイナ!       | 山田隆司          | 高柳哲司   | 廣川集一         | 稲田真樹                 | 1月29日       | MELODY.11 |
| 第45話 | キスできたらイイナ2!            | 平野靖士          | 佐藤昌文   | 横田和善         | 古池敏也 金子拓 本田辰雄 | 2月5日        | MELODY.12 |
| 第46話 | 一発パンチできたらイイナ!       | 江夏由結          | 三宅雄一郎 | 沢井鹿智彦       | 小泉初栄                 | 2月12日       | MELODY.12 |
| 第47話 | おうちに帰れたらイイナ!         | 待田堂子          | 高柳哲司   | 西村大樹         | 梶浦紳一郎               | 2月19日       | MELODY.12 |
| 第48話 | みんな一緒だったらイイナ!       | 山田隆司          | 麦野アイス | 麦野アイス       | 武内啓                   | 2月26日       | MELODY.12 |
| 第49話 | ポエムが書けたらイイナ!         | 江夏由結          | 菊池一仁   | 菊池一仁         | 宮崎曹                   | 3月5日        | MELODY.13 |
| 第50話 | センパイを救えたらイイナ!       | 平野靖士          | 政木伸一   | 政木伸一         | 稲田真樹                 | 3月12日       | MELODY.13 |
| 第51話 | タクトをふれたらイイナ!         | 山田隆司          | 渡辺健一郎 | 渡辺健一郎       | 古池敏也 渡辺浩成        | 3月19日       | MELODY.13 |
| 第52話 | 夢の歌がとどいたらイイナ!       | 山田隆司 江夏由結 | 森脇真琴   | いとがしんたろー | 岡村正弘                 | 3月26日       | MELODY.13 |

- 第32話は、番組放送時「ラッキーになれたれらイイナ!｣と誤って「れ」を1つ多く付けていたが、DVD版（第8巻）や、アニマックス放送版では修正されている。

## 放送局
特記のない限り全てテレビ東京系列。同時ネットの全放送局で字幕放送実施。
| 放送期間                     | 放送時間          | 放送局         | 対象地域       | 備考   |
| ---------------------------- | ----------------- | -------------- | -------------- | ------ |
| 2005年4月3日 - 2006年3月26日 | 日曜 9:30 - 10:00 | テレビ大阪     | 大阪府         | 製作局 |
|                              |                   | テレビ北海道   | 北海道         |        |
|                              |                   | テレビ東京     | 関東広域圏     |        |
|                              |                   | テレビ愛知     | 愛知県         |        |
|                              |                   | テレビせとうち | 岡山県・香川県 |        |
|                              |                   | TVQ九州放送    | 福岡県         |        |

## 日本国外での放送
台湾
- カートゥーン ネットワーク
  - 台湾名「我愛美樂蒂」のタイトルで2008年4月2日から2009年1月16日までに放送。続編「～くるくるシャッフル!」では「～轉轉旋律魔法牌」のタイトルで、同局でも放送。

香港
- 無綫兒童台、無綫電視、TVB Window
  - 香港名「奇幻魔法Melody」タイトルで放送。また、2013年6月3日からTVB Windowでも放送開始。

韓国
- ソウル放送（2007年2月12日放送開始）、JEI 재능TV、アニマックス、カートゥーン ネットワーク

フィリピン
- Hero、QTV Channel 11、カートゥーン ネットワーク

イタリア
- Italia 1（2008年9月8日放送開始）、Hiro

## 備考
- 前半の脚本を担当しているのは山野辺一記率いるエッジワークスであったが第3クール突入と共にシリーズ構成は山田隆司が手がける。
- 同じテレビ東京系で2005年4月から9月に放送されていた深夜アニメ『極上生徒会』の放送終了後、また2005年10月から放送されていた特撮番組『超星艦隊セイザーX』の放送中に本作の番宣CMが流れていた時期があった。また、グッズが発売された場合、文化放送のアニメ関連番組、『PONY CANYON STYLE まるなび!?』でもアナウンスされる。
- 本作のオリジナルキャラクターであるクロミとバクはキャラクターグッズ販売など、アニメ以外でも多様な商品・出演展開がなされている。
- クロミが魔法で人間化した“クルミ・ヌイ”は、シリーズ中に数回しか登場していないが、アニメ絵本などではレギュラーキャラクターと同等の扱いで紹介されていることがある。また、上記のような若いアニメファン層に人気があり、フィギュアや抱き枕が販売された。クロミｘメイドカフェコラボレーションは様々な商品化をされたが、メイドに扮したクルミ・ヌイだけは予約開始していたにもかかわらず発売中止になった。本家サンリオや幼児向け玩具メーカーのアガツマからもクルミフィギュアは発売され、ホビージャパンで限定版も販売された。
- パンクラス所属の北岡悟が本作を毎週見ており、2005年10月2日の試合に向けての新技「フロントチョーク」を「メロディーマーク」と命名した。また、毎週早起きする為に、コンディションも良いと語っている。このことを製作スタッフが知り、第47話に北岡がゲストキャラとして登場し、声優も本人が演じた。
- アニマックスでの放送に関しては、「テレビを見るときは…」の告示映像が流されており、OPテーマ曲の前にて流されているマイメロディが登場する部分がカットされ、その後のOPテーマ曲部分から開始される（後作品の『くるくるシャッフル!』でも同様）。
- 韓国では、登場人物は韓国人で舞台は韓国に変更されている。『くるくるシャッフル!』は2기と表示されている。
- フィリピンでは、カートゥーン ネットワーク放送時のみ英語吹き替え放送されている（それ以外のチャンネルではタガログ語吹き替え放送を行われている）。
- 2006年3月24日、本作の登場人物である柊恵一がアルバム『The Devil's Trill』でCDデビューした。同アルバムで演奏しているのはヴァイオリニストの長原幸太であり、選曲もすべて長原が行っている[16]。
- 本作最終回のみ、『くるくるシャッフル!』に繋がる描写がなされ、エンディングは通常のものが使用された（『くるくるシャッフル!』以降は最終回で完結し、エンディングも特別仕様）。
- エンドフリップ（「また見てね」の1カット部分）のシーンはアニマックスのみ見ることが出来る[注釈 6]。
- アイキャッチにキティちゃんが登場しているが本編には一度も登場していない。後の『おねがい♪マイメロディ きららっ★』にてルロロマニックがマイメロディ以外のサンリオキャラとして本編に初登場する事となる。
- 2021年12月、サンリオとファッションクロス[注釈 7]は本アニメのセリフから抜粋したグッズを2022年1月18日から販売するとしていた[17][18]。しかし、セリフについて、ジェンダーによる偏見を助長する恐れや時代遅れの価値観などとの指摘がインターネット上にて相次いだため、販売予定前日の同月17日に急遽発売を取り止めた[19][20]。

## ゲームソフト

### おねがいマイメロディ 夢の国の大冒険
ニンテンドーDS用ソフト『おねがいマイメロディ 夢の国の大冒険』が2005年12月22日にTDKコアから発売されている。メーカー希望小売価格は4800円（税抜）。
ジャンルはアクションゲームで「夢の国」を舞台にマイメロディがクロミやバク達の妨害をかわしながらマリーランドのフラット君やピアノちゃんたちを助けると言うストーリーになっている。同タイトルのアニメとストーリー上の関連性は薄いが、敵キャラクター「おじゃまくん」の一部にアニメで黒魔法をかけられた状態のキャラクターが登場する。
マリーランド住人以外の主要登場人物は、本編では歌しか登場しないが「おまけモード」の「きせかえ」では美紀と真菜も登場する。奏や琴、柊恵一などはゲーム中には全く登場しない。
また、第28話で発表された「マイメロ頭巾コンテスト」で最優秀賞に選ばれ、作中でマイメロが着て登場した2つの頭巾が、番組タイアップ企画としてゲームに採用され、着せ替え遊びの1アイテムになっている。

### マイメロディエンジェルブック 電子手帳&エンジョイゲーム
ニンテンドーDSソフト『マイメロディエンジェルブック　電子手帳&エンジョイゲーム』は2007年3月29日にTDKコアから発売されている。メーカー希望小売価格は4800円（税抜）。
ジャンルはバラエティゲームで通信で手紙（30人分保存可能）やプロフィール（24人分保存可能）を交換できる・その他に学校の時間割や自分の予定（最高120日分保存可能）や日記（1年分保存可能）等や、ミニゲームがある。

## 続編
- おねがいマイメロディ 〜くるくるシャッフル!〜 - 第2作目。
- おねがいマイメロディ すっきり♪ - 第3作目。
- おねがい♪マイメロディ きららっ★ - 第4作目。時代背景は前3作の過去に設定。